# Heber (Höhenzug)

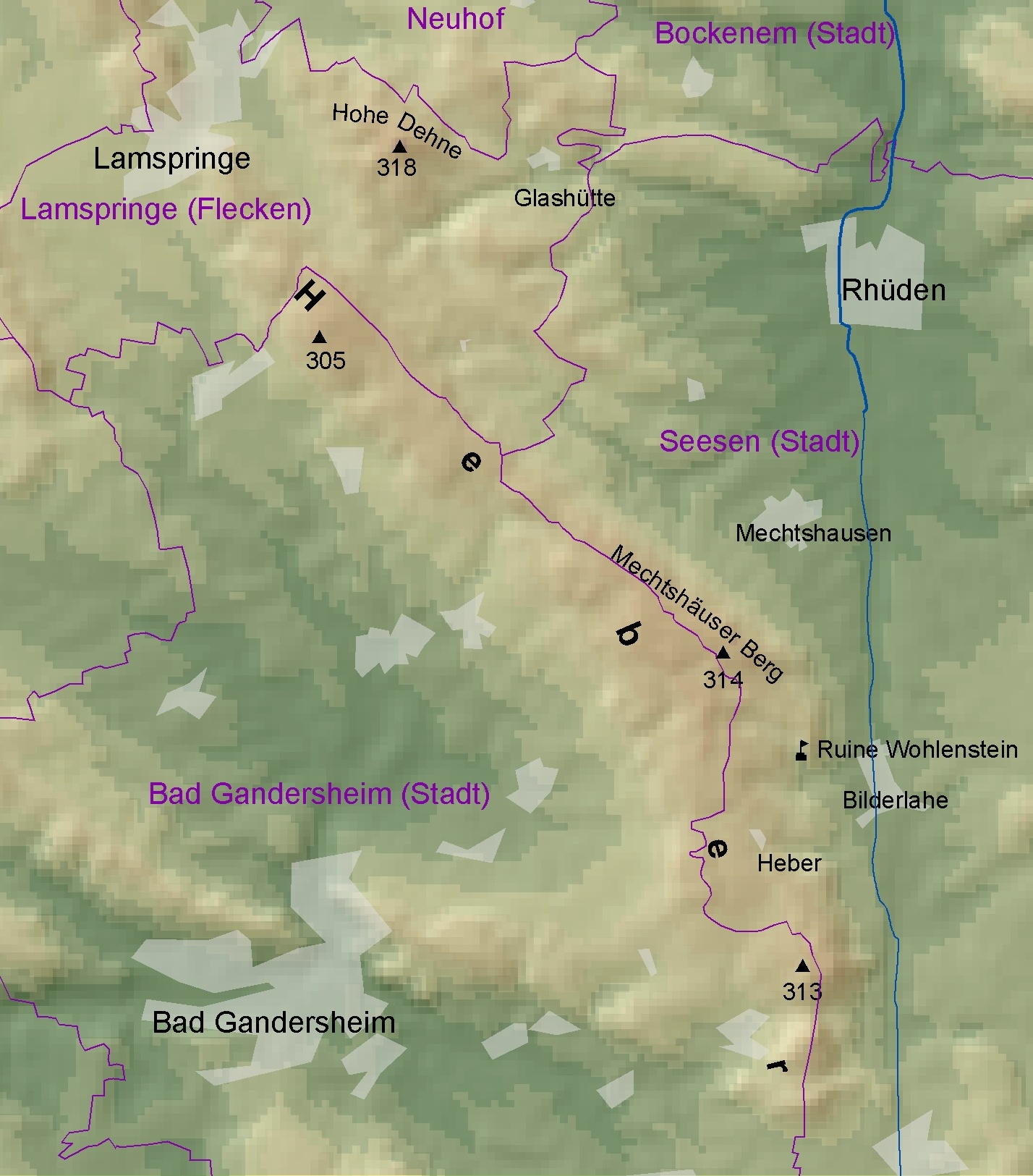
Der Heber mit Ortschaften

Der Heber ist ein bis 314 m ü. NHN hoher, flächenmäßig kleiner und langgestreckter Höhenzug im Nordostteil des Niedersächsischen Berglandes. Er liegt in den niedersächsischen Landkreisen Goslar, Northeim und Hildesheim.

## Geografie

### Lage
Der Heber liegt im Südwesten des Innersteberglands am Übergang zum Alfelder Bergland. Er reicht etwa vom Heberberg (276,6 m) bei Lamspringe am Quellgebiet der Lamme im Nordwesten unter anderem über seine höchste Erhebung, dem Mechtshäuser Berg (314 m), nach der er nach Süden abknickt bis zur Kuppe Klei (313 m) nahe Seesen-Ildehausen im Süden; dabei verläuft er westlich vorbei am Kernort von Seesen, der sich westlich des Harzes an der Schildau befindet. Etwa 11,5 km nordnordöstlich liegt Bockenem an der Nette und 6,6 km südwestlich Bad Gandersheim an der Gande. Das Hebergebiet gehört zu den Landkreisen Hildesheim (nördlich), Goslar (östlich) und Northeim (westlich).
Der Heber ist in Nordwest-Südost-Richtung etwa 10 km lang; er ist rund 1 bis 2 km breit. Sein Waldgebiet geht nach Nordosten in den im Rhüdener Becken liegenden Klosterforst Westerhof über, dessen höchste Erhebung die Hohe Dehne (317,6 m) ist; in diesem Naturraum liegt der Lamspringer Ortsteil Glashütte. Zwischen dem Weiler Heber und Bilderlahe ist der Wald auf dem Höhenrücken unterbrochen. 1,3 km südwestlich dieses Weilers liegt das Wasserwerk Heber und knapp 700 m südsüdwestlich davon die Hebersiedlung.
Umgeben ist der Heber von weiteren Höhenzügen: Harplage im Norden, nordwestliche Ausläufer des Harzes im Südosten, Helleberg im Südwesten, Sackwald im Westen, Vorberge im Nordwesten und, einige Kilometer entfernt, Hildesheimer Wald im Nordwesten.

### Naturräumliche Zuordnung
Der Heber gehört in der naturräumlichen Haupteinheitengruppe Weser-Leine-Bergland (Nr. 37), in der Haupteinheit Innerstebergland (379) und in der Untereinheit Südliches Innerstebergland (Bockenemer Land; 379.1) zum Naturraum Harplage-Heber (Lamspringer Berge; 379.11). Die Landschaft leitet nach Norden in das Rhüdener Becken (379.13) über und fällt nach Osten in diesen Naturraum ab und nach Südosten in den Naturraum Seesener Harzvorland (379.14). Im Süden schließt sich der Naturraum Becken von Gandersheim (376.05) an, der in der Haupteinheit Südwestliches Harzvorland (376) zur Untereinheit Rittegau (376.0) zählt. Nach Südwesten und Westen fällt die Landschaft in die zur Haupteinheit Alfelder Bergland mit Ith und Hils (377) gehörende Untereinheit Becken von Altgandersheim (377.5) ab.

### Erhebungen
Zu den Erhebungen im Heber und nahe dem Heber gehören – mit Höhe in Meter (m) über Normalhöhennull (NHN):
- Mechtshäuser Berg (314 m), höchster Berg im Heber südwestlich von Mechtshausen
- Klei (313 m), westlich von Engelade
- Gehrenroder Berg (305,1), nordöstlich von Gehrenrode
- Krochen (301,1 m), östlich von Gremsheim
- Wausterberg (297,8 m), östlich von Dannhausen (Südabdachung)
- Totenkopf (288,2 m), ostnordöstlich von Ackenhausen
- Clausberg (286,5 m), südöstlich von Lamspringe
- Heberberg (280,5 m), direkt südöstlich von Lamspringe
- Schwalenberg (277 m), südöstlich von Dannhausen (Südabdachung)

### Fließgewässer
Auf und am Heber entspringen mehrere Bäche, deren Wasser früher oder später in die nördlich verlaufende Innerste oder in die westlich fließende Leine münden; der schmale Höhenzug ist die Wasserscheide zwischen den beiden Flüssen. Zu diesen Fließgewässern gehören:
- Gande, entspringt im Südostteil des Sackwaldes, passiert den Heber im Südwesten, rechter Zufluss der Leine
- Eterna, entsteht südlich des Hebers, linker Zufluss der Gande
- Lamme, entspringt am Nordwestrand des Hebers in Lamspringe, linker Zufluss der Innerste
- Lutter, entspringt am Nordostrand des Hebers beim Forsthaus Rolfshagen, linker Zufluss der Nette
- Nette, entspringt im nordwestlichen Harz, linker Zufluss der Innerste
- Riehe, entspringt im Südostteil des Sackwald, passiert den Heber im Nordwesten
- Schlörbach, entspringt am Nordwestrand des Hebers am Gehrenroder Berg, linker Zufluss der Nette

### Ortschaften

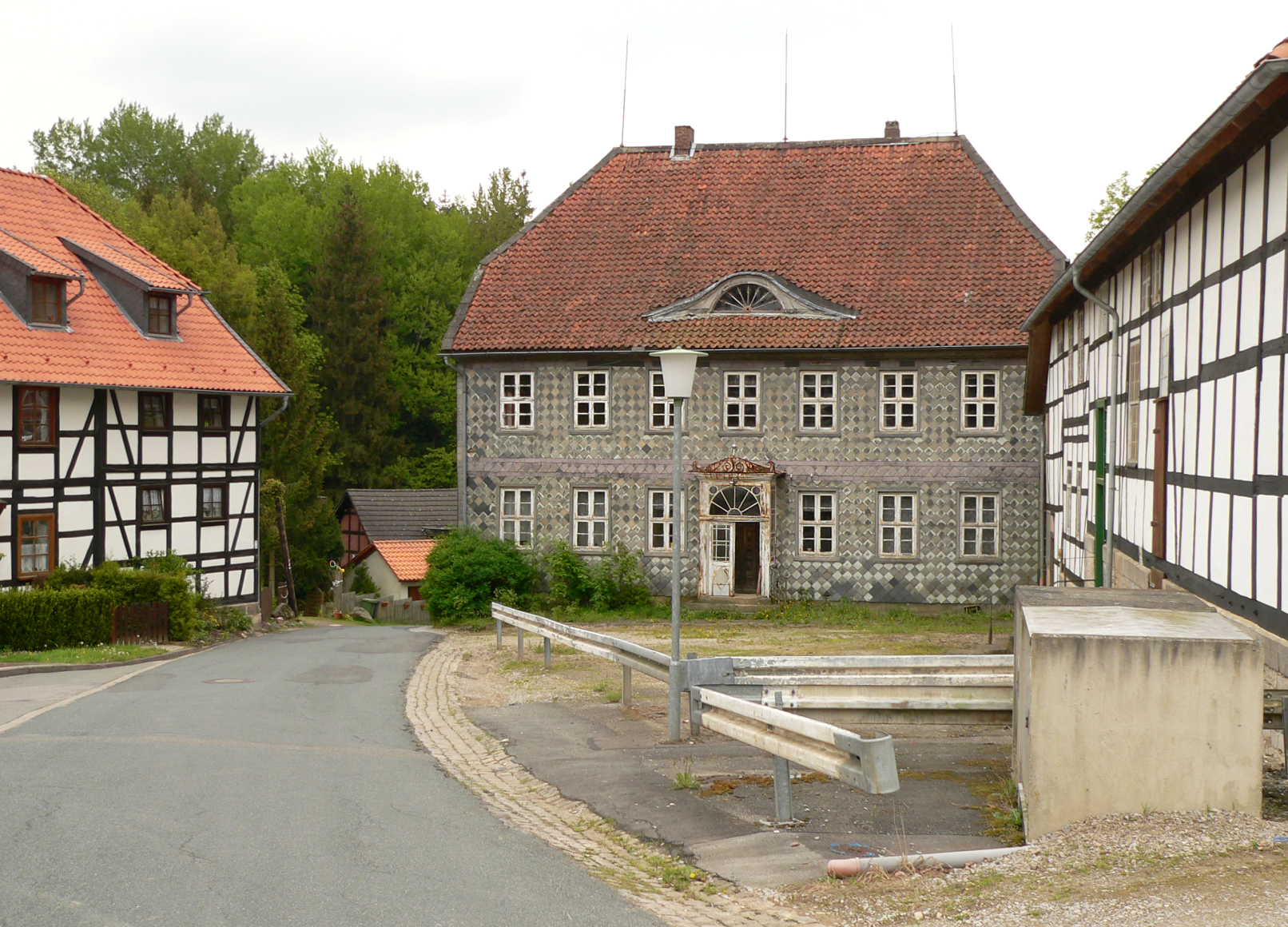
Die Stendersche Glasfabrik in Glashütte im Klosterforst Westerhof nahe dem Heber

Zu den Ortschaften, Weilern, Höfen und Ansiedlungen im und am Rand des überwiegend unbesiedelten Hebers gehören (im Uhrzeigersinn, beginnend im Norden):
| - Ammenhausen, nördlich - Glashütte, nordnordöstlich - Wohlenhausen, nordöstlich - Rhüden, nordöstlich - Rolfshagen (Forsthaus), Nordostrand - Oberpanshausen, Nordostrand - Unterpanshausen, Nordostrand - Mechtshausen, Ostrand - Bilderlahe, Südostrand - Seesen, südöstlich - Heber, Südteil | - Engelade, südöstlich - Hebersiedlung, südsüdwestlich - Dannhausen, südsüdwestlich - Ackenhausen, südwestlich - Bad Gandersheim, südwestlich - Gremsheim, südwestlich - Altgandersheim, südwestlich - Helmscherode, westlich - Gehrenrode, westlich - Lamspringe, nordwestlich |

## Natur und Schutzgebiete
Der Heber ist mit Buchenwald und Aufforstung aus Fichten bewaldet. Auf dem Nordwestauslauf des Höhenzugs liegt beim Heberberg südöstlich von Lamspringe das Naturschutzgebiet Heberberg (CDDA-Nr. 163567; 1989 ausgewiesen; 15 ha groß). Dort befindet sich auch das Landschaftsschutzgebiet (LSG) Heberberg (CDDA-Nr. 321458; 1990; 90 ha). Nördlich des Hebers und nordwestlich von Mechtshausen liegt das LSG Luttertal (CDDA-Nr. 322870; 1967; 32,1 ha). Im Südteil des Hebers und nordwestlich von Bilderlahe befindet sich das LSG Wohldenstein (CDDA-Nr. 325928; 1967; 19,4 ha).

## Sehenswertes

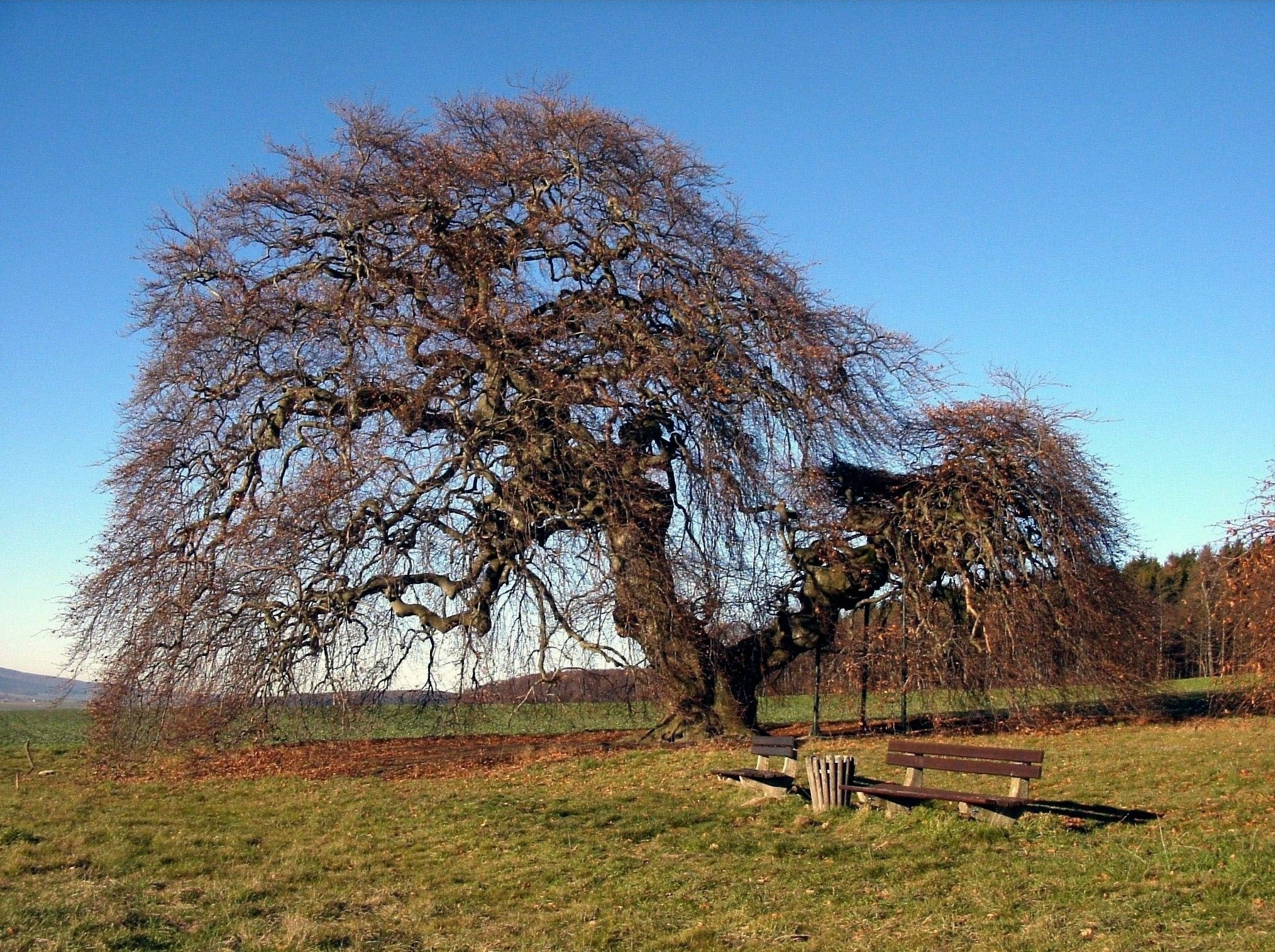
Kopfbuche bei Gremsheim

Südwestlich des Hebers steht die Kopfbuche bei Gremsheim, die größte Süntelbuche Deutschlands. Östlich des Höhenzugs liegt in Mechtshausen die Ruhestätte des Dichters Wilhelm Busch. Südöstlich steht oberhalb von Bilderlahe die Burgruine Wohlenstein auf einem kegelförmigen Ausläufer des Hebers, von wo man den Südausgang des Ambergaus überblicken kann.
Einige Kilometer westlich des Hebers verläuft auf der alten Bahnstrecke Kreiensen–Hildesheim auf rund 12 km Länge zwischen Lamspringe und Bad Gandersheim der Skulpturenweg Lamspringe–Bad Gandersheim. An dem Radweg sind Skulpturen internationaler Künstler aufgestellt, was ihm die Bezeichnung Skulpturenweg einbrachte.

## Verschiedenes
Der Heber ist geologisch ein überwiegend aus Kalkgestein zusammengesetzter Schichtkamm. Südwestlich des Höhenzugs erstreckt sich die Heber-Börde, eine beckenartige Landschaft mit fruchtbaren Lössböden.
Etwas nördlich des Hebers wurde im 18. Jahrhundert im Tal des Schlörbachs die ursprünglich zum Kloster Lamspringe gehörende Waldglashütte gegründet. Nach der Stilllegung nahm Johann Friedrich Stender aus Ziegenhagen 1792 die Glasherstellung im Klosterforst wieder auf und gründete die Stendersche Glasfabrik. Sie war für das Dorf Glashütte namensgebend und war bis 1914 in Betrieb. Auf dem Heber stehen 6 Windkraftanlagen.
Bei Rhüden beutete das Kaliwerk Rhüden vom Ende des 19. bis Anfang des 20. Jahrhunderts einen Kaliflöz unter dem Heberg im Heber aus.

## Verkehr und Wandern
Östlich vorbei am Heber führen die Bundesautobahn 7 und die diese unterquerende Bundesstraße 243 (Bockenem–Rhüden–Seesen), die sich südöstlich des Höhenzugs einen Abschnitt mit der B 248 teilt. Zwischen Engelade und Ildehausen, am Südauslauf des Hebers, zweigt von diesem Abschnitt die westwärts nach Bad Gandersheim verlaufende B 64 ab. Von dieser Straße zweigt bei Dannhausen die Landesstraße 489 ab, die nördlich vorbei an Bad Gandersheim und westlich des Hebers nach Lamspringe führt. Von dort verläuft die L 466 nördlich des Höhenzugs durch Glashütte nach Rhüden zur B 243, so dass man den Höhenzug umfahren kann. Von manchen der vorgenannten Straßen zweigen Kreis- und weitere Stichstraßen ab, die zu oder durch beiderseits des überwiegend nordwest-südostwärts gerichteten Höhenzugs liegenden Ortschaften führen.
Der Heber ist von vielen Wald- und Wanderwegen durchzogen. Durch seinen Südteil führt von Seesen im Osten durch Bilderlahe und den Weiler Heber nach Bad Gandersheim im Osten der Europäische Fernwanderweg E11.